# Kizz My Black Azz
Kizz My Black Azz är den amerikanska rapparen MC Ren's debut-EP, som släpptes den 30 juni 1992 på Ruthless Records och distribuerades av Priority Records.
EP:n hyllades av kritiker och var en kommersiell succé, som debuterade på plats 12 på Billboard 200 med 342 000 kopior sålda första veckan. Två månader efter att EP:n släppts blev den certifierad platina av Recording Industry Association of America (RIAA) den 1 september 1992. 2015 hade EP:n sålt 1 406 000 exemplar.

## Låtlista
| Nr           | Titel                       | Producent(er)                          | Längd |
| ------------ | --------------------------- | -------------------------------------- | ----- |
| 1.           | "Intro: Check It Out Y'all" | DJ Bobcat                              | 2:01  |
| 2.           | "Behind The Scenes"         | DJ Bobcat                              | 4:37  |
| 3.           | "Final Frontier"            | DJ Bobcat                              | 4:11  |
| 4.           | "Right Up My Alley"         | DJ Bobcat                              | 5:37  |
| 5.           | "Hounddogz"                 | The Torture Chamber, DJ Bobcat, MC Ren | 4:34  |
| 6.           | "Kizz My Black Azz"         | DJ Bobcat                              | 4:18  |
| Total längd: | Total längd:                | Total längd:                           | 24:38 |